# برنارد دي غوردون
برنارد دي غوردون (بالفرنسية: Bernard de Gordon)‏ هو طبيب وبروفيسور فرنسي، ولد في عقد 1250 في Gourdon, Lot ‏ في فرنسا، وتوفي في عقد 1310 في بيربينيا في فرنسا.